# Vanlig padda
Den vanliga paddan (Bufo bufo) är en art i familjen äkta paddor.
Dialektalt har den kallats klossa (med o-ljud som i "ost"), vilket i Svenskfinland fått formen klopsa.

## Utseende

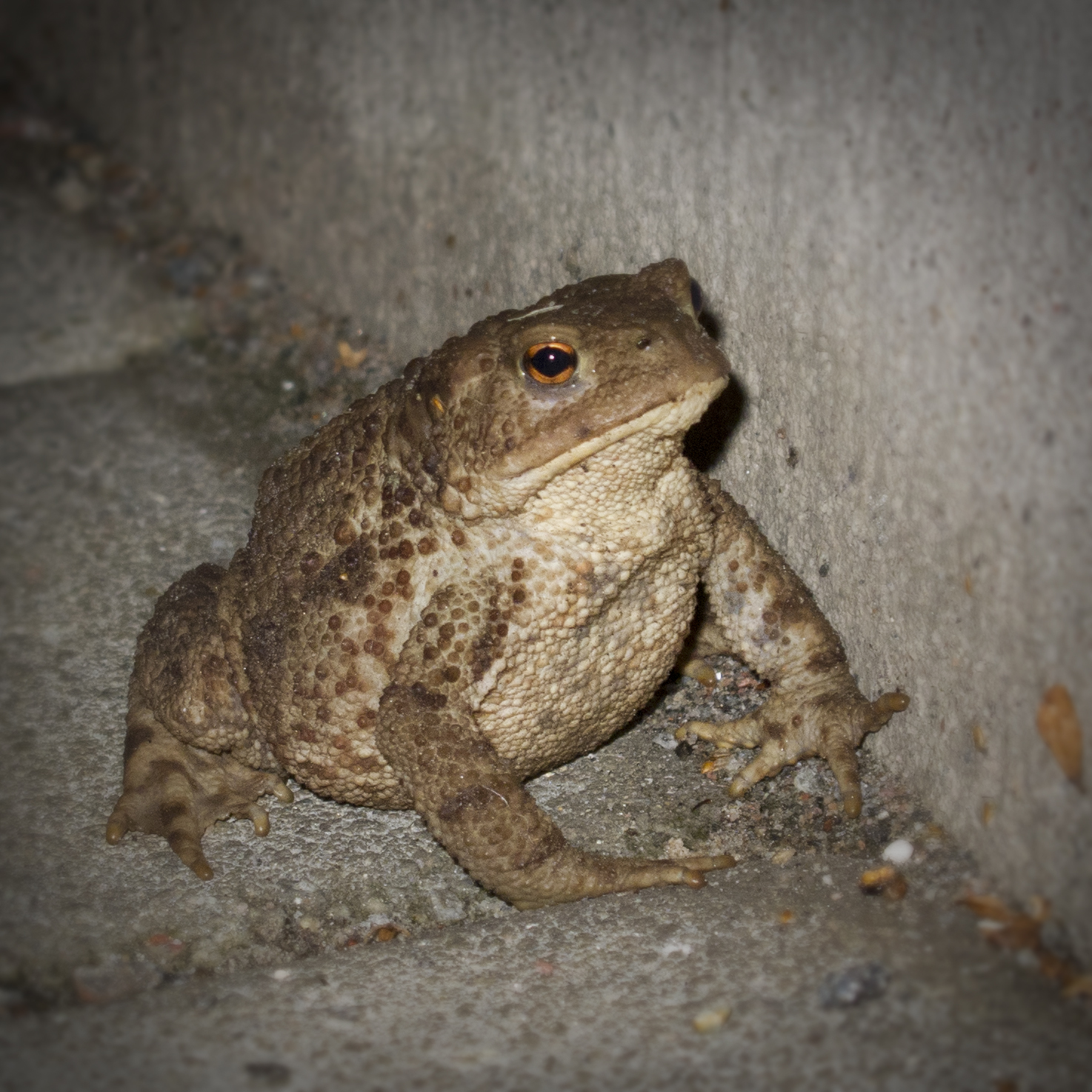
Vanlig padda

Vanlig padda är en robust, påtagligt vårtig padda med stora och röda ögon med avlång, vågrät pupill. Den är brunaktig till gråbrun med mörkare vårtor. Hanens längd ligger mellan 5 och 8 cm, medan honan kan bli mellan 7,5 och 12 cm lång. Buksidan är ljusgrå, även denna med mörkare vårtor. Ungdjur är ofta rödare i färgen än äldre. Parotidkörtlarna (giftkörtlarna) bakom ögonen är stora och välutvecklade. Trumhinnan syns svagt under främre delen av parotidkörtlarna. Bakbenen är korta, vilket ger paddan en kravlande gångstil med korta, små hopp. Den har simhud på nästan hela bakfoten,

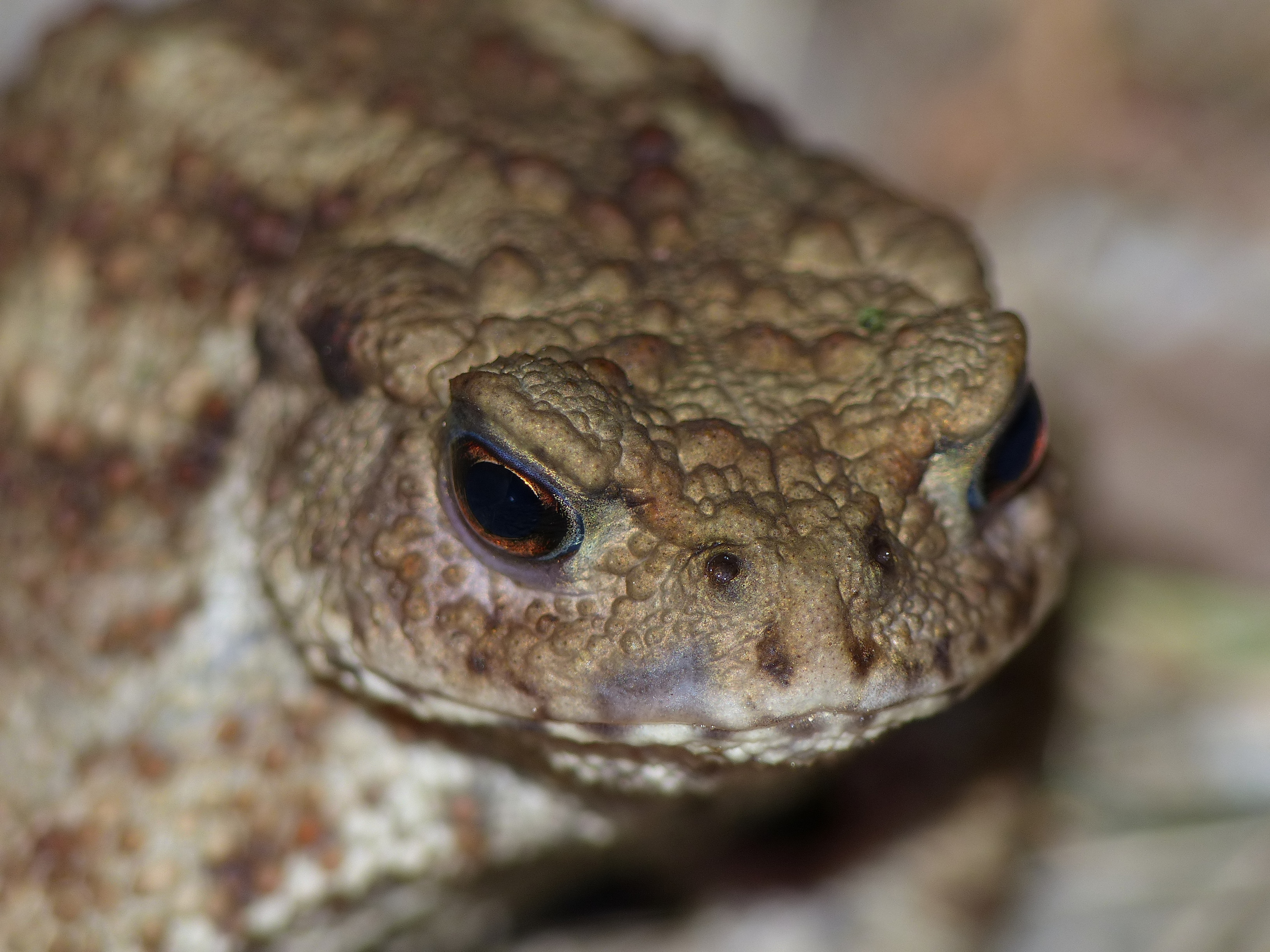
Vanlig padda, Sverige

## Beteende

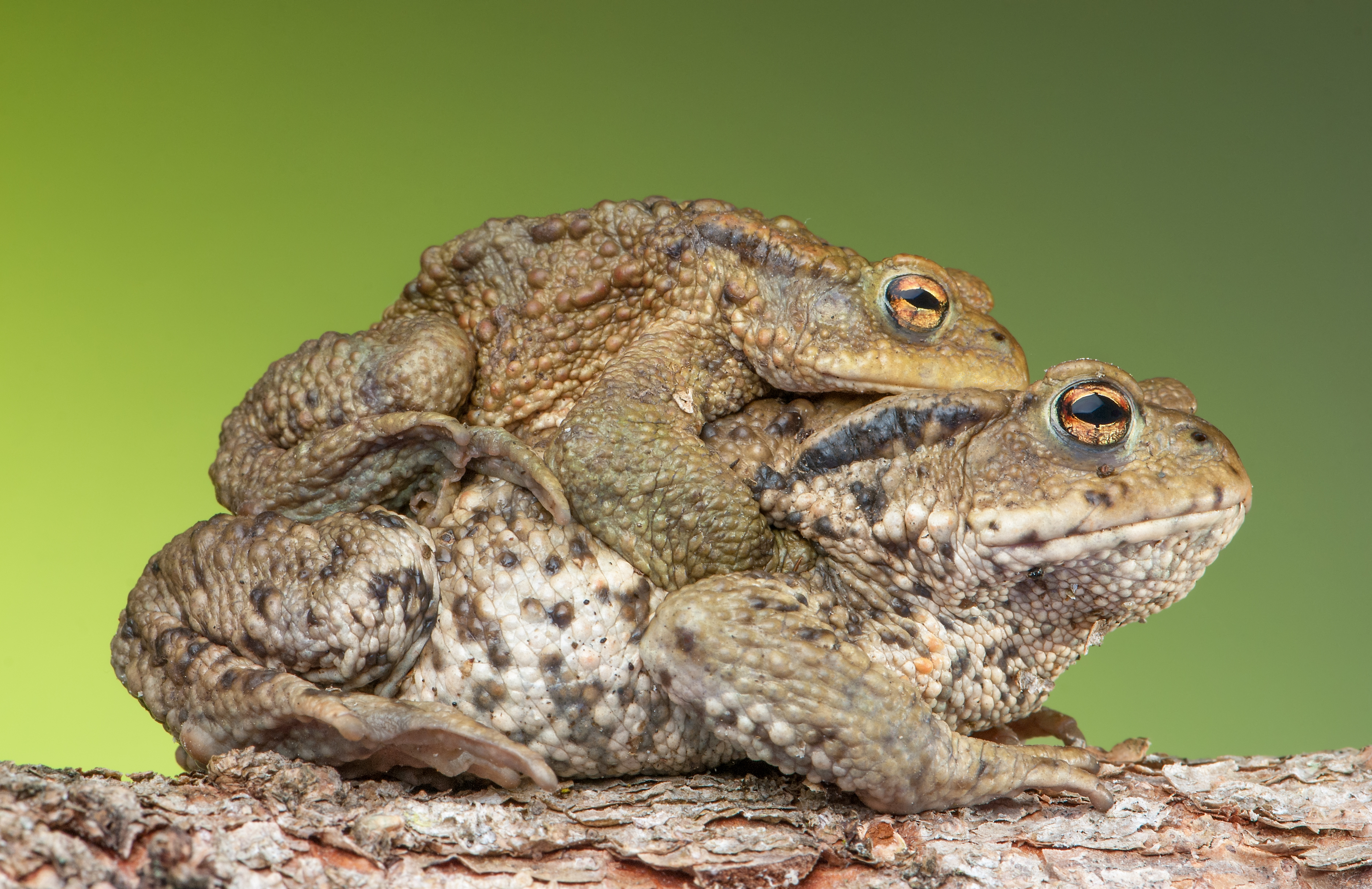
Parning

Den vanliga paddan är inte lika vattenkrävande som de flesta andra groddjur. Hanarna kan leva upp till en halv kilometer från närmsta vattensamling, honorna ännu längre, upp till en kilometer. I undantagsfall förekommer det att paddorna avlägsnar sig så mycket som 4 kilometer från vattnet.
Den kan förekomma i många olika biotoper: Löv- och barrskog, trädgårdar, brukad mark, hedar, stranddyner, moss- och myrmark, bergsterräng, stenrösen och liknande. 
I Alperna går den så högt som 2 000 m, i Nordafrika upp till 3 000 m..
Den är ofta stillasittande och väntar på sitt byte i form av insekter (även larver), spindeldjur och sniglar. Den har inte krafter nog att dra upp maskar ur deras hål; dessa ätes endast om de påträffas på markytan. Den vanliga paddan har en lång, klibbig och effektiv tunga som den kastar ut mot bytet. Enligt vissa källor kan den även ta större byten, som andra groddjur, kräldjur och möss.
Paddan sover vintersömn, nergrävd på frostfritt djup, från september till maj i norra delen av sitt utbredningsområde, från december till januari i södra delen.
Hanarna blir könsmogna vid omkring 3 års ålder, honorna vid 4 till 5 år. Fullvuxna blir de först senare.
Den vanliga paddan blir normalt 7 till 10 år gammal, även om en ålder av 36 år har konstaterats för vilda paddor. I fångenskap har den kunnat bli så gammal som 50 år.

## Utbredning
Paddan finns i nästan hela Europa med undantag för Irland och de flesta av medelhavsöarna (utom Sicilien). I Norge finns den dock bara sparsamt, i Sverige finns den i hela landet, dock bara fläckvis i västra delen av Svealand och Norrland, och i Finland saknas den längst i norr. Vidare sträcker den sig österut bort till norra Kazakstan och östra Sibirien. Den finns också i större delen av Turkiet, nordvästra Syrien, lokalt i de libanesiska bergen och i Nordafrika (främst i bergen).
Arten är fridlyst i Skandinavien.

## Fortplantning

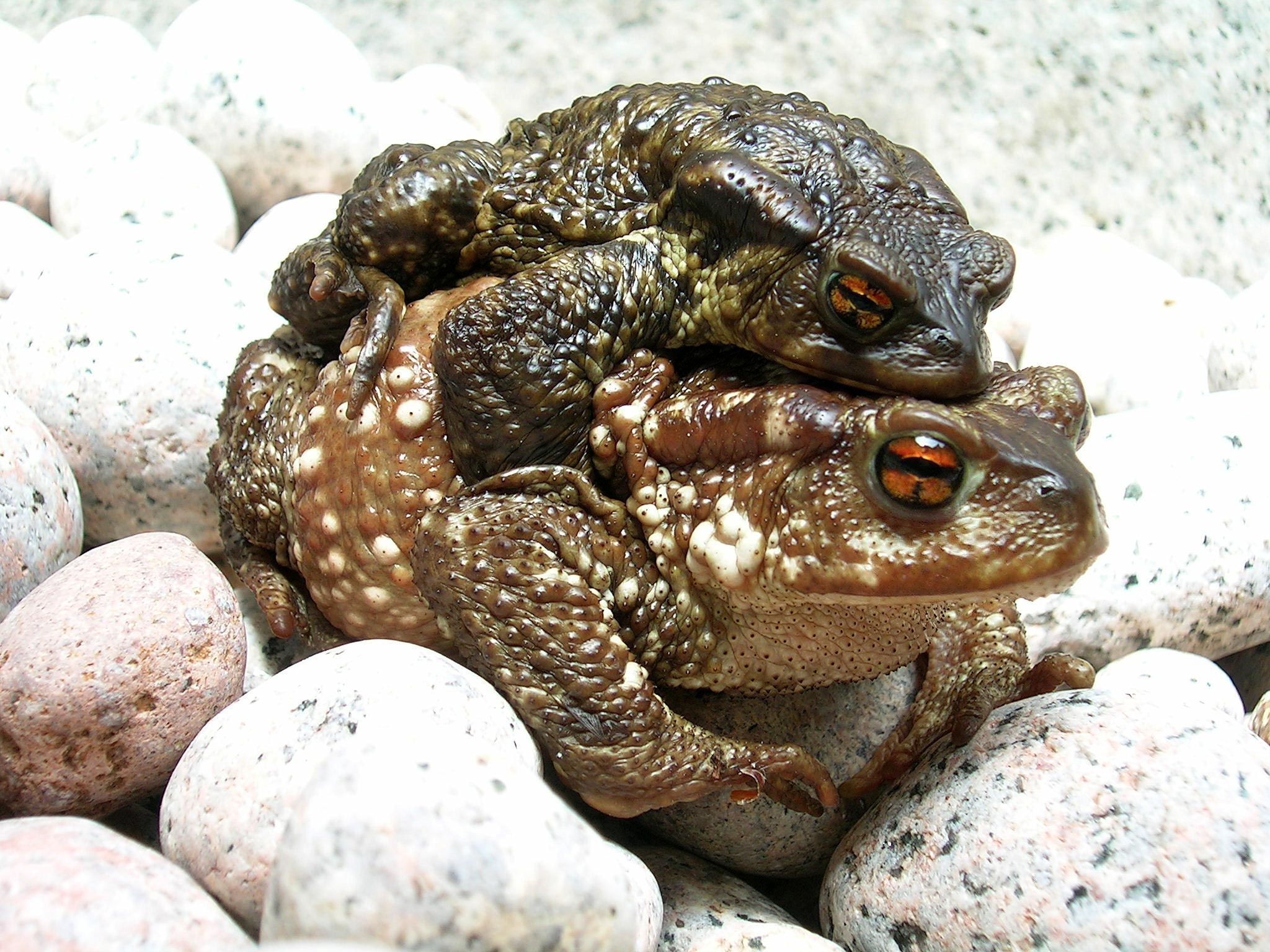
Vanliga paddor som parar sig

Paddan leker gärna i samma sjö eller vattensamling där den har kläckts. Den vandrar, ofta i stora flockar, mot lekplatsen strax efter vinterdvalans slut, honorna senare än hanarna. Den leker oftast i sjöar och större, permanenta vattensamlingar, men kan också leka i brackvatten. Amplexus, hanens omklamring av honan, sker just bakom frambenen. Hanarna är mycket ivriga; det är inte ovanligt att flera hanar omfamnar en hona, vilket i värsta fall kan leda till honans död.  Äggläggningen varar i 6 till 12 timmar, och under denna tid lägger honan mellan 1 200 och 6 800 ägg i form av strängar, som lindas kring vattenväxter. Äggen kläcks efter 8 till 12 dygn, och den färdiga paddan är färdigutvecklad efter 8 till 12 veckor.

## Fiender
Paddan har giftkörtlar i huden, som avsöndrar ett slemhinneretande och muskelförlamande gift, bufagin. Detta gör att de flesta predatorer skyr paddan. Snok och igelkott tål emellertid giftet; grävling, kråkfåglar och ormvråk sprättar upp magen på paddorna och undgår på så sätt att bli förgiftade. Den vanliga paddan kan också angripas av larverna till en spyfluga, Lucilia bufonivora, som tränger in i paddans huvud via näsborrar eller ögonhålor, och äter upp paddans huvud inifrån. När paddan efter ett par dagar har dött, fortsätter larverna med resten av kroppen.